# Перрі О'Браєн
Вільям Патрік О'Браєн (англ. William Patrick O'Brien; нар. 28 січня 1932 — пом. 21 квітня 2007) — американський легкоатлет, який спеціалізувався в штовханні ядра та метанні диска.

## Із життєпису
Дворазовий олімпійський чемпіон зі штовхання ядра (1952, 1956).
Срібний олімпійський призер зі штовхання ядра (1960). Фіналіст (4-те місце) олімпійських змагань зі штовхання ядра (1964).
Дворазовий чемпіон Панамериканських ігор зі штовхання ядра (1955, 1959).
Призові місця на чемпіонатах США просто неба:
- : штовхання ядра (1951, 1952, 1953, 1954, 1955, 1958, 1959, 1960), метання диска (1955);
- : штовхання ядра (1956, 1961, 1963), метання диска (1954, 1959);
- : штовхання ядра (1964, 1966).

9-разовий чемпіон США в приміщенні зі штовхання ядра (1953, 1954, 1955, 1956, 1957, 1958, 1959, 1960, 1961).
Переможець (1956), срібний (1952, 1960) та бронзовий (1964) призер олімпійських відбіркових змагань США зі штовхання ядра.
Переможець матчевих зустрічей СРСР — США у штовханні ядра (1958, 1959).
Автор 10 світових рекордів зі штовхання ядра — 18,00, 18,04 (обидва — 1953); 18,42, 18,43, 18,54 (всі — 1954); 18,62, 18,69, 19,06, 19,25 (всі — 1956); 19,30 (1959).
Першим у світі досяг у штовханні ядра 18-метрового (09.05.1953) та 19-метрового (03.09.1956) рубежів.
Значно удосконалив техніку штовхання ядра: застосовував вихідне становище спиною до напрямку штовхання і нахилявся далеко назад-вниз, виводячи ядро з меж кола і таким чином подовжуючи шлях докладання сили до снаряда (відомий «старт спиною»).
По завершенні спортивної кар'єри у віці 38 років (1969) працював з нерухомістю та в банківському секторі, і далі активно виступав у змаганнях ветеранів. Багаторазовий чемпіон світу в різних вікових групах.
Пішов з життя, маючи 75 років.

## Визнання
- Приз Джеймса Саллівана[en] (1959)
- Член Зали слави легкої атлетики США (1974)
- Член Зали олімпійської слави США (1979)
- Член Зали слави Світової легкої атлетики (2013)

## Відео
- Відеосюжет за участі Перрі О'Браєна про винайдену ним нову техніку штовхання ядра на YouTube (англ.)